# エメ・アンベール

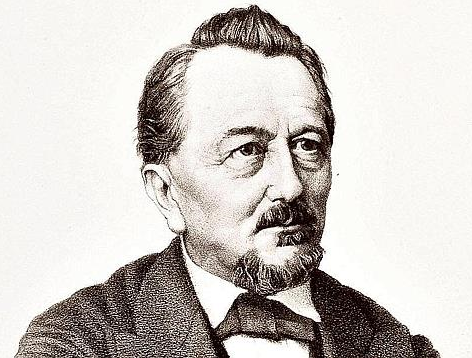
エメ・アンベール

エメ・アンベール＝ドロー(Aimé Humbert-Droz、1819年6月29日 - 1900年9月19日）は、スイスの政治家、外交官、旅行者、教育者。スイス大統領を務めた（1856年）。

## 生涯
ラ・ショー＝ド＝フォン出身。スイス時計組合会長、国会議員を歴任。
幕末の1863年に「特使及び全権公使」として来日し、翌1864年に日瑞修好通商条約を調印する。スイスとの修好通商条約は初めての陸内国による不平等条約であり、オランダ使節の仲介により成立した。約10ヶ月間の滞日の間に、写真、絵画、木版画などを多く集取したが、その中にはフェリーチェ・ベアトなどといった顕著な作者の作品もある。帰国後はその経験をまとめて、1870年に『幕末日本図絵』(原題：Le Japon Illustré) として発表した。
同じく来日したスイスの時計師フランソワ・ペルゴとは親交があった。
1900年にヌーシャテルで死去した。

## 著書
- Le Japon illustré, 1870, translated as Japan and the Japanese illustrated

## 参照
1. ↑  Rüegg, Jonas (2015). “Aimé Humbert – Wertvorstellungen eines Bourgeois und das Japan der Bakumatsu-Zeit”. Asiatische Studien - Études Asiatiques 69 (1):  47-71 2018年11月24日閲覧。.

## 関連文献
- Rüegg, Jonas (2015). “Aimé Humbert – Wertvorstellungen eines Bourgeois und das Japan der Bakumatsu-Zeit”. Asiatische Studien - Études Asiatiques 69 (1):  47-71 2018年11月24日閲覧。. (ドイツ語)
- 『幕末日本―異邦人の絵と記録に見る』 エメェ・アンベール、茂森唯士訳、東都書房 1966
- 『幕末日本図絵〈上・下〉』アンベール、高橋邦太郎訳、雄松堂 1969-1970。新異国叢書〈第I輯 14・15〉
- 『絵で見る幕末日本』エメェ・アンベール、茂森唯士訳、講談社学術文庫 2004.9
- 『続・絵で見る幕末日本』エメェ・アンベール、高橋邦太郎訳、講談社学術文庫 2006.7